# 3728 IRAS
3728 IRAS је астероид главног астероидног појаса са средњом удаљеношћу од Сунца која износи 2,650 астрономских јединица (АЈ).
Апсолутна магнитуда астероида је 11,50 а геометријски албедо 0,116.